# Droga twarda

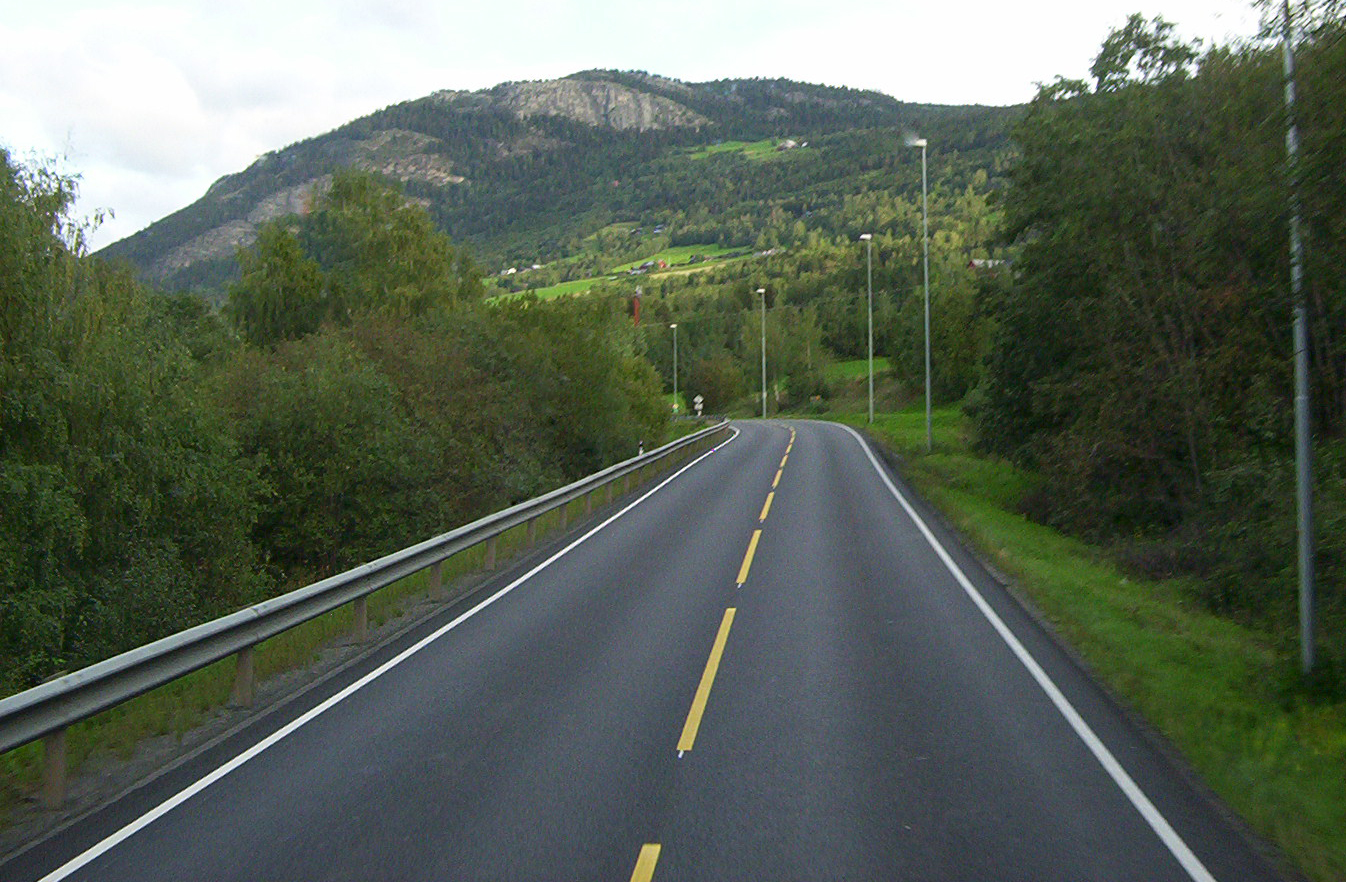
Droga o nawierzchni twardej ulepszonej (z masy bitumicznej).

Droga twarda (inaczej: droga o nawierzchni twardej, droga utwardzona):
1. Według definicji Głównego Urzędu Statystycznego to droga mająca twardą nawierzchnię ulepszoną (z kostki kamiennej, klinkieru, betonu, z płyt kamienno-betonowych, bitumu) lub droga o nawierzchni nieulepszonej (tłuczniowej lub brukowej)[1][2].
2. W polskim Prawie o ruchu drogowym droga o nawierzchni twardej została określona jako droga niebędąca drogą o nawierzchni gruntowej (czyli drogą z jezdnią o nawierzchni z gruntu rodzimego lub nasypowego, ulepszonego mechanicznie lub chemicznie, w której wierzchnia warstwa może być wykonana z kruszywa naturalnego, sztucznego lub pochodzącego z recyklingu)[3].